# Corynepteris
Corynepteris ist eine Gattung aus der Ordnung Zygopteridales (urtümliche Farne). 

## Merkmale
Corynepteris ist eine Formgattung für fertile Wedel des Typs Alloiopteris und ist aus Abdruckfossilien wie auch strukturell erhaltenen Fossilien bekannt. Die Blätter besitzen lange, schlanke Fiedern, an denen fertile Fiederblättchen fast senkrecht abstehen. Bei Corynepteris scottii besteht das Leitbündel in der Fieder-Rhachis aus einem ovalen Balken mit zwei Protoxylem-Polen, ähnlich wie bei Etapteris scottii. Fertile und sterile Fiederblättchen stehen in zwei Reihen. Die Fertilen sind dabei meist stärker zerteilt. An jeder von ihnen steht ein Sorus an einem kurzen Stiel mit Leitbündel. Jeder Sorus besteht aus fünf bis zehn leicht gekrümmten, eiförmigen Sporangien. Der Anulus ist längsgerichtet und U- bis V-förmig. Die Sporangien sind 1 bis 1,5 mm lang und 0,5 bis 0,8 mm breit.
Alle Arten bilden kleine, trilete (dreistrahlige Narben) Sporen. Die Ornamentierung der Sporenoberfläche ist vielfältig, daher werden die Sporen in mehrere Gattungen von sporae dispersae gestellt: Apiculatisporis, Verrucosisporites und Cyclogranisporites. 
Corynepteris australis stammt aus dem Perm von Süd-Argentinien und war 1986 der erste Bericht für diese Gattung von der Südhemisphäre. 
Corynepteris cabrierensis stammt aus dem Mississippium von Südfrankreich und besitzt Alloiopteris-Blätter an Corynepteris-artigen fertilen Formen. Dies ist die bis dato (2009) älteste Art der Gattung. Die großen Wedel gehen von einer starken Haupt-Rhachis aus.

## Belege
- Thomas N. Taylor, Edith L. Taylor, Michael Krings: Paleobotany. The Biology and Evolution of Fossil Plants. Second Edition, Academic Press 2009, ISBN 978-0-12-373972-8, S. 414–416.